# بوبيلزن
بوبيلزن (بالألمانية: Boppelsen) هي بلدية سويسرية تتبع لمقاطعة ديلسدورف في كانتون زيورخ. تبلغ مساحتها 3.94 كيلومتر مربع، ويقدر عدد سكانها بـ 1373 نسمة (حسب تعداد ديسمبر 2017).